# Iglesia Tierra Santa (Montevideo)
La iglesia de Nuestra Señora de los Dolores, más conocida como Tierra Santa, es una iglesia parroquial católica de Montevideo, Uruguay.